# Variações (filme)
Variações é um filme português de 2019, do género drama biográfico, realizado por João Maia, baseado na vida do cantor António Variações.
Foi o filme português mais visto nesse ano com cerca de 280 mil espetadores, tendo arrecadado quase €1,5 milhões, tornando-se no 5º filme português mais visto desde 2004.

## Elenco
- Sérgio Praia - António Variações
- Filipe Duarte - Fernando Ataíde
- Victoria Guerra - Rosa Maria
- Augusto Madeira - Luís Vitta
- Afonso Lagarto - Carlos Barbosa
- Diogo Branco - Jorge
- Teresa Madruga - Deolinda de Jesus
- Maria José Pascoal - Amália Rodrigues
- Tomás Alves - José António
- Miguel Raposo - Pedro Ayres Magalhães